# Pasupatinagar (Bardiya)
Pasupatinagar (nep. पशुपतिनगर) – gaun wikas samiti w zachodniej części Nepalu w strefie Bheri w dystrykcie Bardiya. Według nepalskiego spisu powszechnego z 2001 roku liczył on 967 gospodarstw domowych i 6250 mieszkańców (3182 kobiet i 3068 mężczyzn).